# كفر الفرعونية
كفر الفرعونية إحدى قرى مركز أشمون التابع لمحافظة المنوفية بجمهورية مصر العربية.

## السكان
بلغ عدد سكان كفر الفرعونية 9,111 نسمة، حسب الإحصاء الرسمي لعام 2006.